# السياسة في سويسرا
تُعتبر سويسرا جمهورية فدرالية ديمقراطية شبه مباشرة. تناط السلطة التشريعية الفِدرالية بمجلسي الجمعية الفِدرالية (المجلس الوطني ومجلس الولايات). يتمتع المجلس الفِدرالي بالسلطة التنفيذية ويتألف من سبعة مستشارين فدراليين يقتسمون السلطة وتنتخبهم الجمعية الفِدرالية. تُرأس السلطة القضائية من قبل المحكمة الفِدرالية العليا في سويسرا التي يجري انتخاب قضاتها من قبل الجمعية الفِدرالية.
تتَّبع سويسرا عرف الديمقراطية المباشرة. إذ يعَد الاستفتاء العام إلزاميًا (استفتاء إلزامي) لدى إجراء أي تغيير في الدستور، في حين يمكن طلب إجراء استفتاء عام اختياري (استفتاء اختياري) عند إجراء تغيير في القانون. بالإضافة إلى ذلك، قد يقترح الشعب مبادرة شعبية دستورية لإدخال تعديلات على الدستور الفِدرالي. يتولى الشعب أيضًا دورًا مشابهًا لدور المحكمة الدستورية غير الموجودة، وبالتالي يعتبر وصيًا على سيادة القانون.
تختلف السياسات الكانتونية والبلدية في الكانتونات (المقاطعات) المختلفة التي قد تتَّبع أنظمة مختلفة.
صنفت وحدة الاستخبارات الاقتصادية سويسرا على أنها «ديمقراطية كاملة» في عام 2018.

## التمثيل المباشر

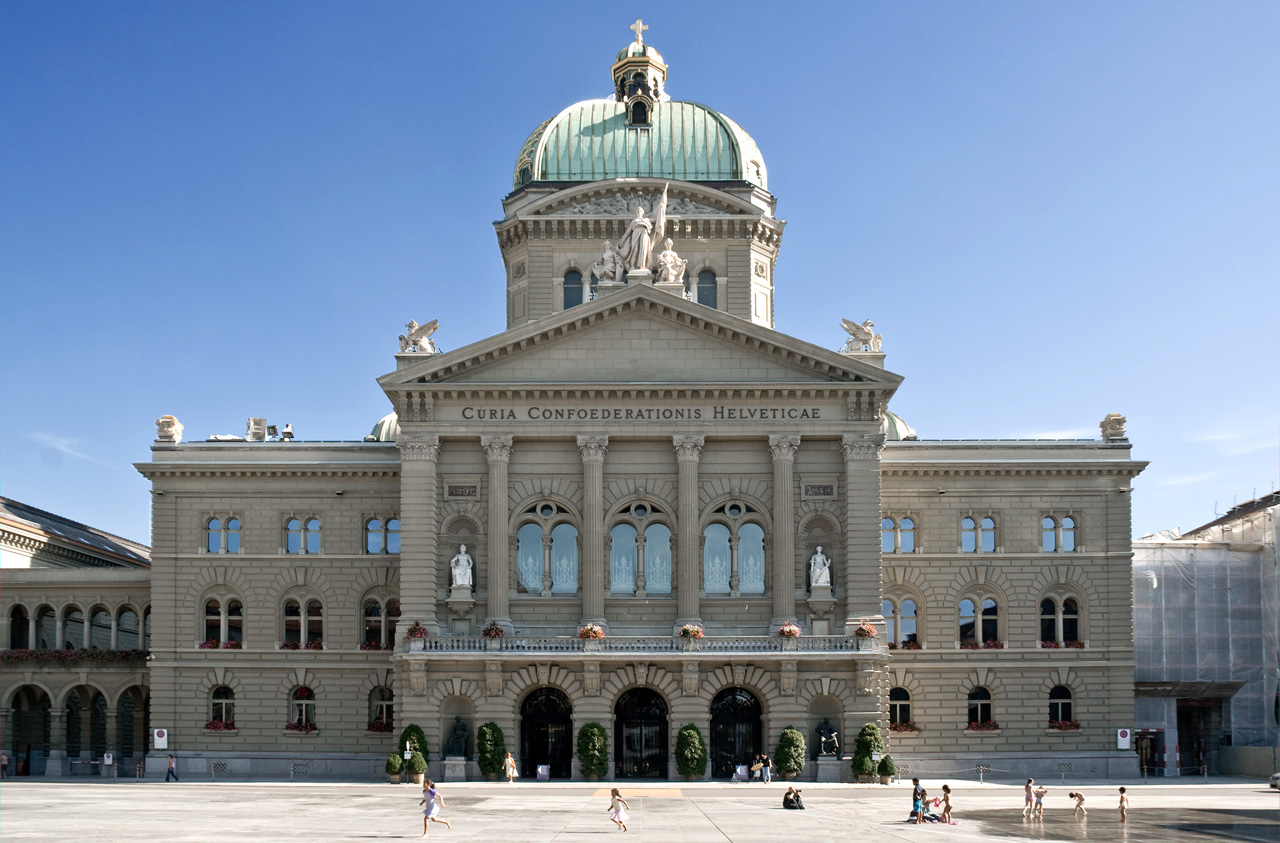
صورة لقصر

تتميز سويسرا بنظام حكم لم يسبق له مثيل في أي دولة أخرى: التمثيل المباشر، الذي يطلق عليه أحيانًا ديمقراطية نصف مباشرة (قد يكون هذا موضع جدل، لأنه من الناحية النظرية تكمن سيادة سويسرا في الواقع بجمهور الناخبين بشكل كامل). طُبِّقت الاستفتاءات العامة على أهم القوانين منذ دستور 1848.
يجب أن توافق أغلبية الشعب والكانتونات (أغلبية مزدوجة) على القرارات المتعلقة بالتعديلات المدخلة على الدستور الفِدرالي لسويسرا، أو الانضمام إلى المنظمات الدولية، أو التغييرات في القوانين الفيدرالية التي ليس لها أي أساس في الدستور ولكنها ستبقى سارية المفعول لأكثر من عام.
يحقّ لأي مواطن الطعن في قانون أقره البرلمان. إذا كان هذا الشخص قادرًا على جمع 50000 توقيع ضد القانون في غضون 100 يوم، فيجب حينها تحديد موعد للتصويت الوطني يقرر بموجبه الناخبون بأغلبية بسيطة قبول القانون أو رفضه.
يحق لأي مواطن أن يلتمس قرارًا بشأن التعديل المراد إدخاله إلى الدستور. لكي تُنظم هذه المبادرة الشعبية الفِدرالية، يجب جمع توقيع 100000 ناخب في غضون 18 شهر. يُجرى النصّ على هذه المبادرة الشعبية الفِدرالية على انها مادة جديدة دقيقة غير قابلة للتعديل من قِبل البرلمان والحكومة (أُلغِيت مبادرات المقترحات العامة في عام 2009). بعد تجميع التواقيع بنجاح، يحق للمجلس الفِدرالي إنشاء اقتراح مضاد للتعديل المقترح وطرحه للتصويت في نفس يوم الاقتراح الأصلي. عادة ما تكون هذه المقترحات المضادة بمثابة تسوية بين الوضع الراهن ونصّ المبادرة. يقرر الناخبون عبر تصويت وطني فيما إذا كانوا سيقبلون تعديل المبادرة، أو الاقتراح المضاد المقدم من الحكومة إن وُجِدَ، أو كليهما. في حال قبول كليهما، يتعين إعطاء الأولوية لأحدهما. يجب قبول المبادرات (ذات المستوى الدستوري) بالأغلبية المزدوجة لكل من الأصوات الشعبية وأغلبية الكانتونات، في حين قد تكون المقترحات المضادة ذات مستوى تشريعي، فتتطلب أغلبية بسيطة.

## المستوى الفِدرالي (الاتحادي)
تشير الفيدرالية أو الاتحادية إلى عملية الفصل العمودي للسلطات. والهدف من ذلك هو تجنب حصر السلطة ضمن منتدى معين، ما يسمح باعتدال سلطة الدولة وتخفيف واجبات الدولة الفِدرالية.
في سويسرا، يأتي تعيين استقلال الكانتونات في المقام الأول مقارنةً مع الاتحاد الكونفدرالي.

### السلطة التنفيذية
إنَّ المجلس الاتحادي السويسري مجلس تنفيذي ذو سبعة أعضاء يرأس الإدارة الفِدرالية، ويعمل بصفته حكومة مختلطة ورئاسة جماعية. يمكن انتخاب أي مواطن سويسري مؤهل للعضوية في المجلس الوطني، ولا يتعين على المرشحين التسجيل في الانتخابات أو أن يكونوا أعضاء فعليين في المجلس الوطني. يُنتخب المجلس الفِدرالي من قبل الجمعية الفِدرالية مدة أربع سنوات. الأعضاء الحاليون هم: فيولا أمهيرد من حزب الشعب الديمقراطي المسيحي السويسري (CVP/PDC)، غاي بارميلين التابع لحزب الشعب السويسري المعروف أيضًا باسم حزب الاتحاد الديمقراطي للمركز (SVP/UDC)، أولي مارور من حزب (SVP/UDC)، إيغنازيو كاسيس التابع للحزب الديمقراطي الليبرالي السويسري (FDP/PRD)، سيمونيتا سوماروغا التابعة للحزب الاشتراكي الديمقراطي السويسري (SP/PS)، كارين كيلر سوتر من حزب (FDP/PRD) وآلان بيرست من حزب (SP/PS).
تنتخب الجمعية الاتحادية من بين أعضاء المجلس الفِدرالي رئيسًا ونائبًا للرئيس للاتحاد الكونفدرالي لفترة عام واحد بصورة متزامنة. لا يتمتع الرئيس تقريبًا بأي سلطة على زملائه الستة، ولكنه يتولى مهام تمثيلية تابعة لأنظمة تنفيذية مفردة يؤديها عادة الرئيس أو رئيس الوزراء. الرئيس الحالي (اعتبارًا من 2019) ونائب الرئيس هما أولي مارور وسيمونيتا سوماروغا، على التوالي.
تعَد السلطة التنفيذية السويسرية واحدة من أكثر الحكومات استقرارًا في جميع أنحاء العالم؛ إذ لم يسبق لها أن جُدِّدت بالكامل منذ عام 1848، ما وفر استمرارية طويلة الأمد في الوقت ذاته. في الفترة من 1959 إلى 2003، تألف المجلس الفِدرالي من ائتلاف ضمَّ جميع الأحزاب الرئيسة بنسبة واحدة: مقعدان اثنان من كل من الحزب الديمقراطي الليبرالي والحزب الاشتراكي الديمقراطي وحزب الشعب الديمقراطي المسيحي ومقعد واحد من حزب الشعب السويسري. لا تحدث التغييرات في المجلس عادة إلا عند استقالة أحد الأعضاء (صُوِّت على خروج أربعة أعضاء فقط من مناصبهم منذ أكثر من 150 عامًا)، يُستبدل هذا العضو بشكل دائم تقريبًا بشخص من نفس الحزب (وغالبًا أيضًا من نفس المجموعة اللغوية).
يشغل المستشار الفِدرالي منصب رئيس المستشارية الفِدرالية، التي تعتبر بمثابة هيئة الأركان العامة للمجلس الفِدرالي. تُقسَّم المستشارية إلى ثلاثة قطاعات مستقلة. يُعدّ المستشار هو الرئيس الرسمي لقطاع المستشار الفِدرالي الذي يتألف من قسم التخطيط والاستراتيجية وقسم الخدمات الداخلية وقسم الحقوق السياسية، ووحدة التدريب على إدارة الأزمات الفِدرالية التابعة للإدارة الفِدرالية، وقسم إدارة السجلات والعمليات.
يرأَس نائبا المستشارين قطاعين اثنين: يدير قطاع المجلس الفِدرالي جدول أعمال اجتماع المجلس الفِدرالي. يضم هذا القطاع قسم شؤون المجلس الفِدرالي، والقسم القانوني، ومركز المنشورات الرسمية، والخدمات اللغوية المركزية. يرأس نائب المستشار أندريه سيموناززي قطاع المعلومات والاتصالات، وقد توسع هذا الدور ليصبح الناطق الرسمي باسم المجلس الفِدرالي في عام 2000. ويشمل هذا القطاع قسم الحكومة الإلكترونية وقسم دعم الاتصالات والمنتدى السياسي للاتحاد الكونفدرالي.
الحكومة السويسرية هي ائتلاف للأحزاب السياسية الرئيسة الأربعة منذ عام 1959، لكل حزب عدد من المقاعد التي تعكس بشكل تقريبي حصته من الناخبين والتمثيل في البرلمان الفِدرالي. كان التوزيع التقليدي مقعدان لحزب CVP / PDC ومقعدان لحزب SPS / PSS و مقعدان لحزب FDP / PRD ومقعد واحد لحزب SVP / UDC. عُرِف هذا التوزيع في الفترة من 1959 إلى 2003 باسم «الصيغة السحرية».
انتقد حزب الشعب هذه «الصيغة السحرية» مرارًا وتكرارًا: لاستبعادها أحزاب المعارضة اليسارية في الستينيات، ولاستبعادها حزب الخضر الناشئ في الثمانينيات خاصة بعد انتخابات عام 1999. نما حزب الشعب منذ ذلك الوقت من كونه رابع أكبر حزب في المجلس الوطني ليصبح الحزب الأكبر. في انتخابات عام 2003، حصل حزب الشعب (اعتبارًا من 1 يناير 2004) على مقعد ثانٍ في المجلس الفِدرالي، ما قلص حصة الحزب الديمقراطي المسيحي إلى مقعد واحد.

### السلطة التشريعية
يوجد في سويسرا برلمان من مجلسين، يدعى الجمعية الفِدرالية، ويتألف من:
- مجلس الولايات (46 مقعد، مقعدان لكل كانتون (مقاطعة)، باستثناء ستة كانتونات لا تملك سوى مقعد واحد)، والمعروف أيضًا باسم المجلس الأعلى.
- المجلس الوطني (200 مقعد، مقسم بين الكانتونات بناءً على تعداد السكان)، والمعروف أيضًا باسم المجلس الأدنى.

تعقد الجمعية الفِدرالية اجتماعًا لانتخاب أعضاء المجلس الفِدرالي. المجلسان متساويان (ثنائية مجلس مثالية). يفيد نظام تقاسم السلطة هذا في تجنب احتكار السياسة الفِدرالية من قبل الكانتونات المأهولة أكثر بالسكان على حساب الكانتونات الأصغر والريفية منها.
يخدم أعضاء كلا المجلسين لمدة 4 سنوات ويعملون فقط أعضاء في البرلمان بدوام جزئي (يسمى هذا «نظام الميليشيات» أو الهيئة التشريعية المدنية أو هيئة تشريع المواطن).

### السلطة القضائية
يوجد في سويسرا محكمة فِدرالية عليا، يُنتخب فيها القضاة لفترة ست سنوات من قبل الجمعية الفِدرالية. تتمثل وظيفة المحكمة العليا الفِدرالية في النظر في دعاوى الاستئناف أمام المحاكم الكانتونية أو الأحكام الإدارية للإدارة الفِدرالية. لا يوجد في سويسرا محكمة دستورية، ولا يمكن للمحكمة العليا التعليق على أي قانون يطرحه البرلمان. يتولى الشعب هذه المهمة بدور الحارس الوصي ويمكنه إلغاء أي تشريع أو تغيير دستوري.